# Островерхов, Иван Григорьевич
Иван Григорьевич Островерхов (4 мая 1919 — 9 июня 1944) — командир батальона 15-й мотострелковой бригады 16-го танкового корпуса 2-й танковой армии 2-го Украинского фронта, майор. Герой Советского Союза (1944).

## Биография
Родился 4 мая 1919 года в селе Терны Краснолиманского района Донецкой области Украины. Работал машинистом электровоза.
В Красную Армию призван в 1939 году. Участник Великой Отечественной войны с июня 1941 года. Воевал на Западном, Брянском, Донском, Центральном, 1-м и 2-м Украинском фронтах. Защищал Москву, сражался в Сталинградской битве, участвовал в боях на Курской дуге, форсировал Днепр, освобождал Киев, Правобережную Украину, дошёл до Румынии.
13 сентября 1944 года за образцовое выполнение боевых заданий командования и проявленные при этом мужество и героизм, майору Островерхову Ивану Григорьевичу присвоено звание Героя Советского Союза.
Островерхов 9 июня 1944 года скончался в госпитале от тяжёлых ран, полученных в боях на территории Румынии.
Похоронен в городе Фалешты (Молдова).